# Avishai Cohen (Trompeter)

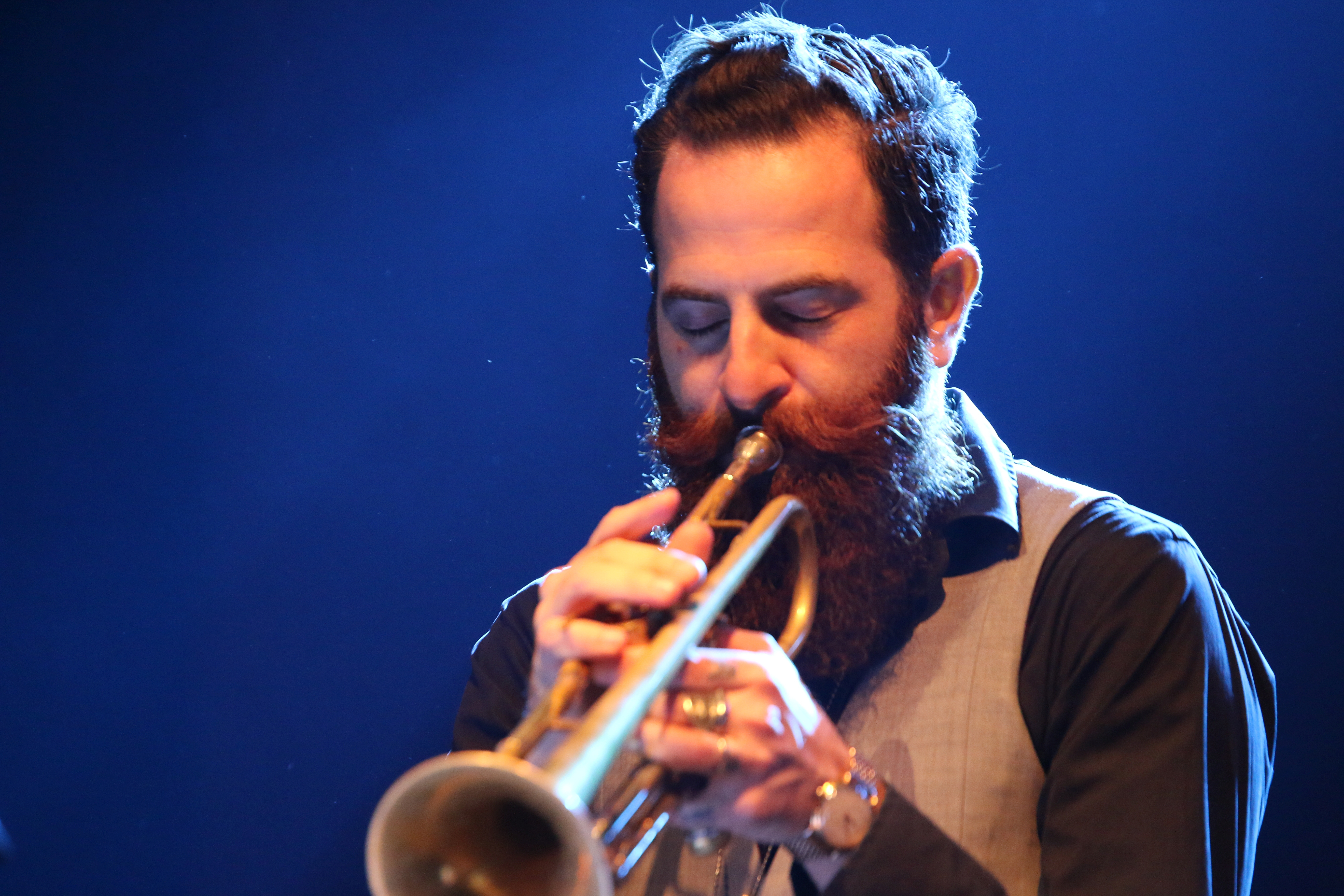
Avishai Cohen auf dem 46. Deutschen Jazzfestival in Frankfurt 2015

Avishai Cohen (* 1978 in Tel Aviv) ist ein israelischer Jazztrompeter, Bandleader und Komponist.

## Leben und Wirken
Avishai Cohen ist der Bruder von Yuval Cohen (Sopransaxophon) und Anat Cohen (Klarinette, Tenorsaxophon), mit denen er auch in der Familienband 3 Cohens spielt, in der er der Jüngste ist. Cohen erhielt ab dem achten Lebensjahr Unterricht an der Trompete, lernte u. a. an der Rimon School of Jazz and Contemporary Music in Ramat haScharon und musizierte in der dortigen Big Band. Außerdem spielte er unter Dirigenten wie Zubin Mehta, Kurt Masur oder Kent Nagano klassische Trompete im Young Israeli Philharmonic Orchestra. Er studierte am Berklee College of Music und wurde 1997 Dritter beim Thelonious-Monk-Wettbewerb, der in diesem Jahr für Trompete ausgetragen wurde. Danach ließ er sich in New York nieder, wo er in der Szene des Jazzclubs Smalls auf sich aufmerksam machte.
Nach eigener Aussage ist er stark von Miles Davis beeinflusst, aber auch von anderen Modern Jazz Einflüssen (er selbst nennt unter anderem Art Farmer, Don Cherry, Kenny Dorham, Chet Baker, Thad Jones, Clifford Brown und aus der älteren Jazz-Tradition Louis Armstrong). Sein Debüt-Album erschien 2002 (The Trumpet Player, Fresh Sounds New Talent), dem weitere bei Anzic Records folgten: After The Big Rain (2007, Anzic, mit Lionel Loueke), Flood (2008), Seven (2008), alle mit eigenen Kompositionen, und zwei Alben mit seinem Trio Triveni mit Bassist Omer Avital und Schlagzeuger Nasheet Waits (Introducing Triveni, Anzic 2010, Triveni II, 2012), mit dem er 2011 auf dem Newport Jazz Festival auftrat. Er tourte auch mit dem SFJazz Collective und dem Lemon Juice Quartet. Er spielte mit der Mingus Big Band, Mingus Dynasty und Third World Love, in der er Ko-Leiter mit Avital ist und sich den Rhythmen aus Afrika, dem Nahen Osten und Spanien widmet.
Mit der Familienband 3 Cohens erschienen die Alben One (2004), Braid (2007), Family (2011) und Tightrope (Anzic Records 2013). 2014 gewannen sie den Kritiker-Poll von Down Beat in der Rising Star Kategorie Jazz Group. 2012 gewann er im Down Beat Kritiker-Poll in der Kategorie Rising Star für Trompete.
Von der Band Avishai Cohen’s Triveni erschien 2014 bei Anzic Records das Album Dark Nights. Zu hören ist er auch auf Mark Turners ECM-Album Lathe of Heaven (2014).
Er ist nicht mit dem gleichnamigen Bassisten Avishai Cohen zu verwechseln.

## Diskografische Anmerkungen

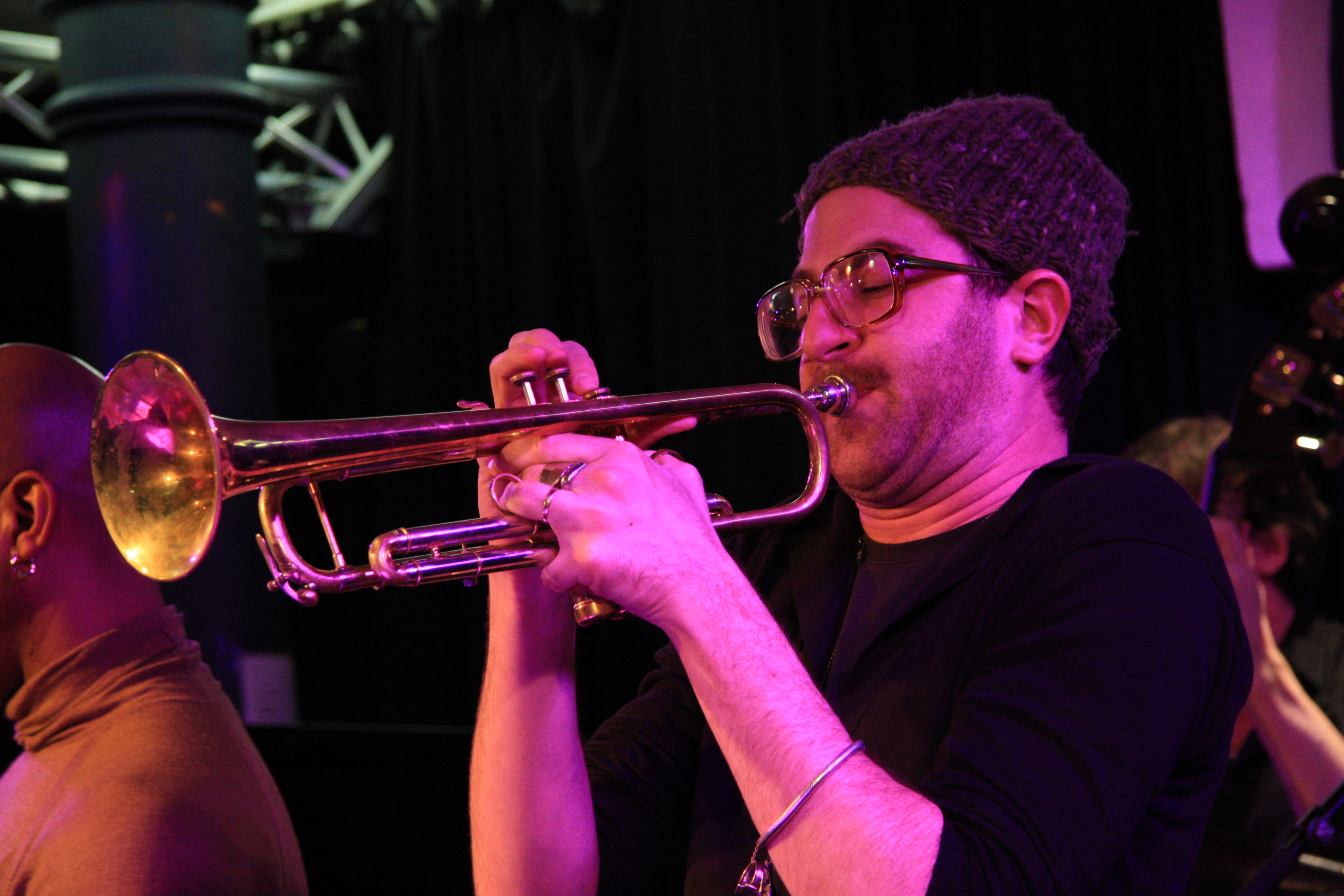
Avishai Cohen in München 2010 mit dem San Francisco Jazz Collective

- Into The Silence (ECM, 2016) mit Bill McHenry – Tenorsaxophon, Yonathan Avishai – Piano, Eric Revis – Kontrabass, Nasheet Waits – Schlagzeug.
- Cross My Palm with Silver (ECM, 2017)[5] mit Yonathan Avishai – Piano, Barak Mori – Bass, Nasheet Waits – Schlagzeug.
- Avishai Cohen & Yonathan Avishai: Playing the Room (ECM, 2019)
- Big Vicious (ECM, 2020) mit Uzi Ramirez – Gitarre; Yonatan Albalak – Gitarre, Bass; Aviv Cohen – Schlagzeug; Ziv Ravitz – Schlagzeug, Live-Sampling
- Naked Truth (ECM, 2022)[6] mit Yonathan Avishai – Piano, Barak Mori – Bass, Ziv Ravitz – Schlagzeug
- Ashes to Gold (ECM, 2024) mit Yonathan Avishai, Barak Mori, Ziv Ravitz
- 3 Cohens & WDR Big Band: Interaction (Anzic, 2025)